# フォード・エッジ
エッジ（EDGE）は、フォード・モーターが製造・販売している中型クロスオーバーSUV (CUV) である。

## 概要
フォードのSUV/CUV群の中ではエスケープ/クーガとエクスプローラーの中間に位置する車種である。初代モデルは北米、ブラジル、中東諸国、中国、ロシアなどで販売されたが、2代目は新たに西欧諸国にも導入され、世界100ヵ国以上で販売されるグローバルモデルとなる。
製造はカナダ・オンタリオ州にあるオークビル組立工場にて行われている。

## 歴史

### 初代（U387型、2006年 - 2015年）
初代エッジは2006年1月に開催された北米国際オートショーにて発表され、同年内に2007年モデルとして発売が開始された。
プラットフォームはマツダ・アテンザ、フォード・フュージョン、リンカーン・MKZなどと同じフォード・CD3プラットフォームであり、姉妹車のリンカーン・MKXとはボディシェルも共有している。
搭載されるエンジンとトランスミッションはいずれも新開発で、「デュラテック35」3.5 L V型6気筒DOHCにゼネラルモーターズとの共同開発による6F 6速ATが組み合わせられた。
グレードは当初SE、SEL、リミテッド、そして2008年2月のシカゴオートショーで2009年モデルとして発表された「スポーツ」の4つが設定される。
2010年2月、シカゴオートショーにてフェイスリフトを受けた2011年モデルが発表された。SE、SEL、リミテッドはTi-VCTが付いたデュラテック35に加えて、エコブースト 直列4気筒 2.0 L ターボも選択可能になった。エッジスポーツは3.7 Lのデュラテック37に換装され、これにパドルシフトが可能なセレクトシフト6速ATが組み合わせられた。
また、インフォテインメントシステムはタッチスクリーンUIを備えたMyFord Touchが導入された。エッジには4.2インチカラーLCDディスプレイ付きのものが装備される。
エッジはまた、中国でも2010年4月23日の北京モーターショーにてお披露目され、2011年1月から同国市場での販売が開始された。

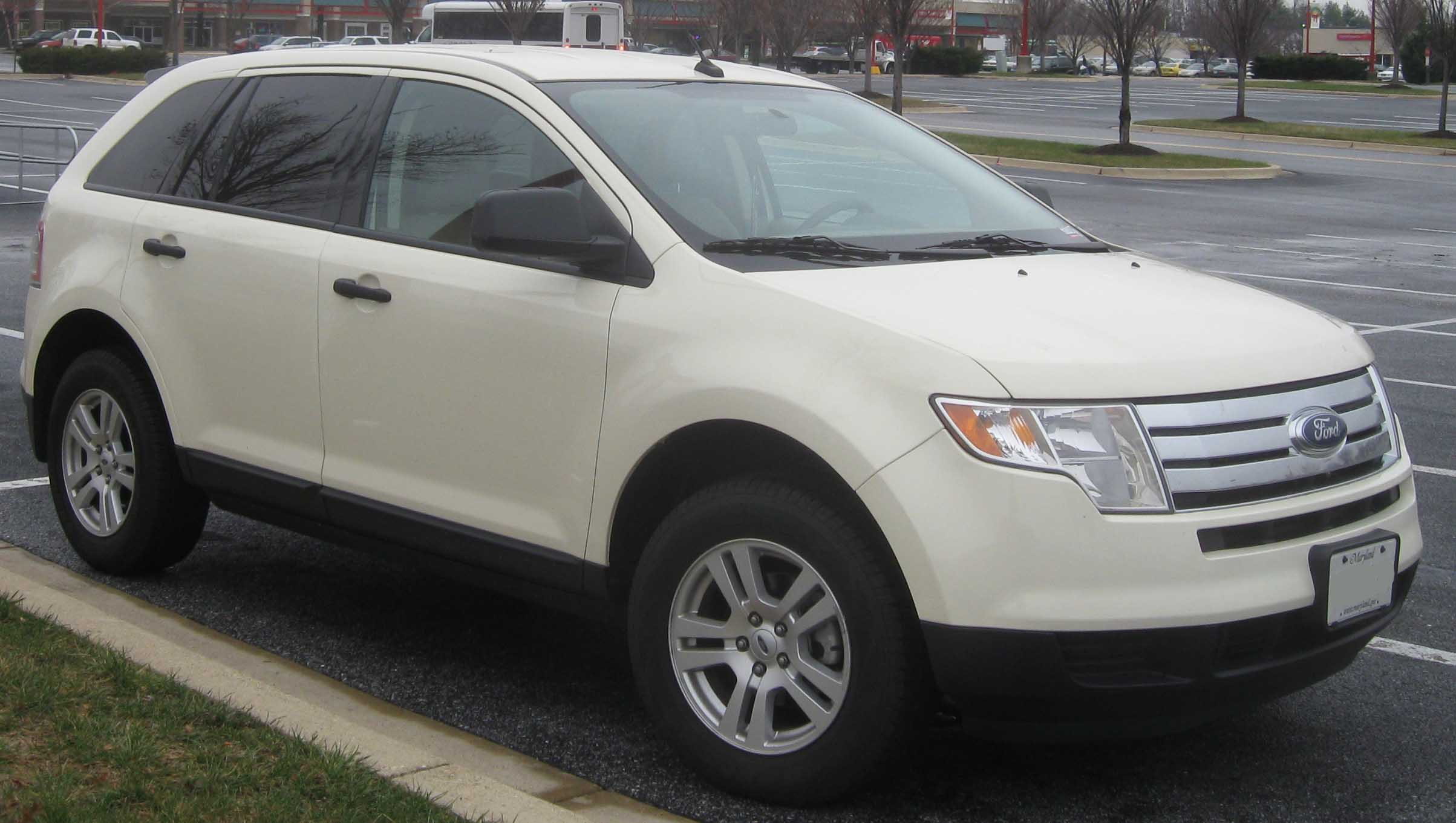
前期型エッジSE
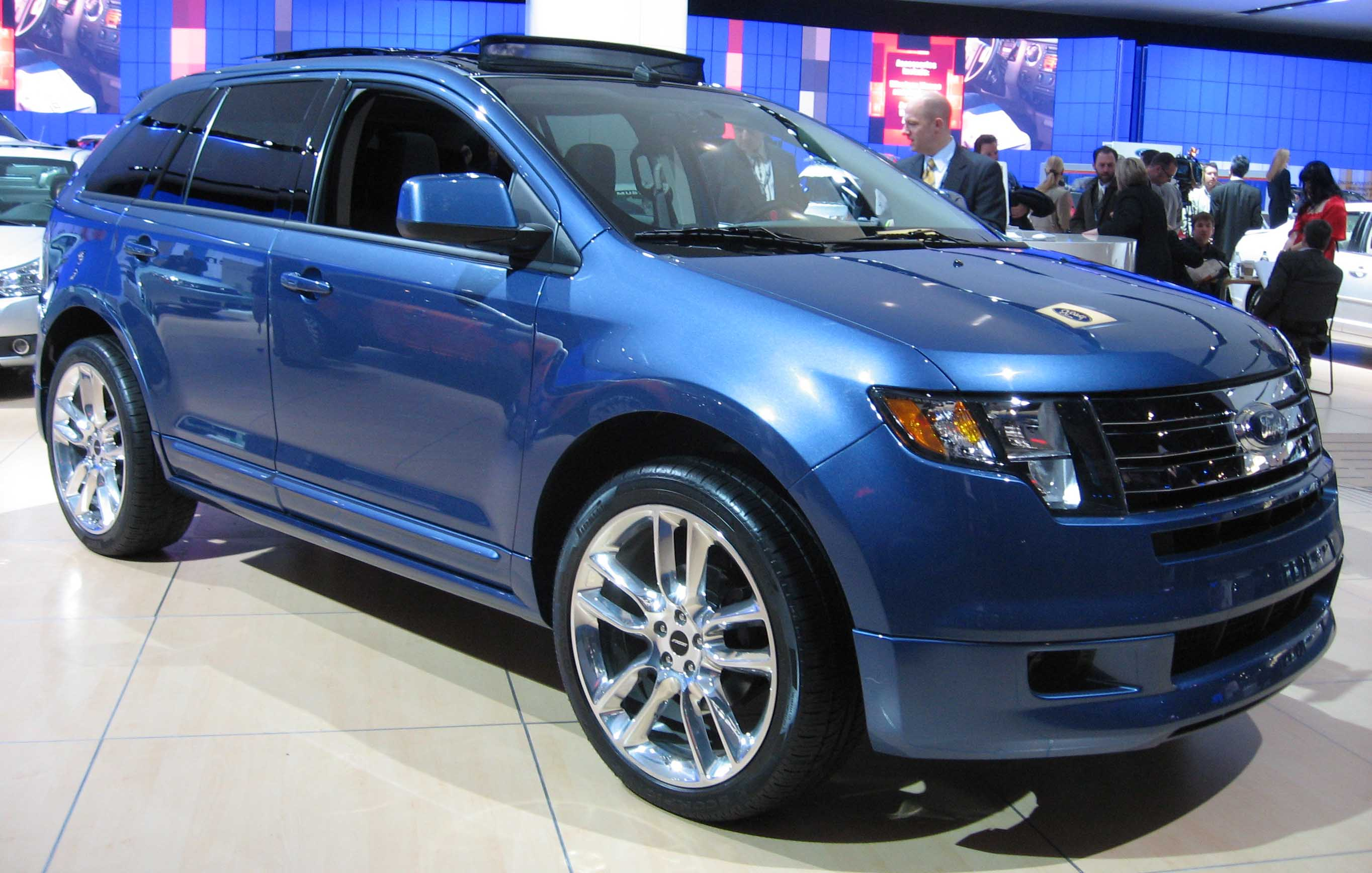
前期型エッジスポーツ
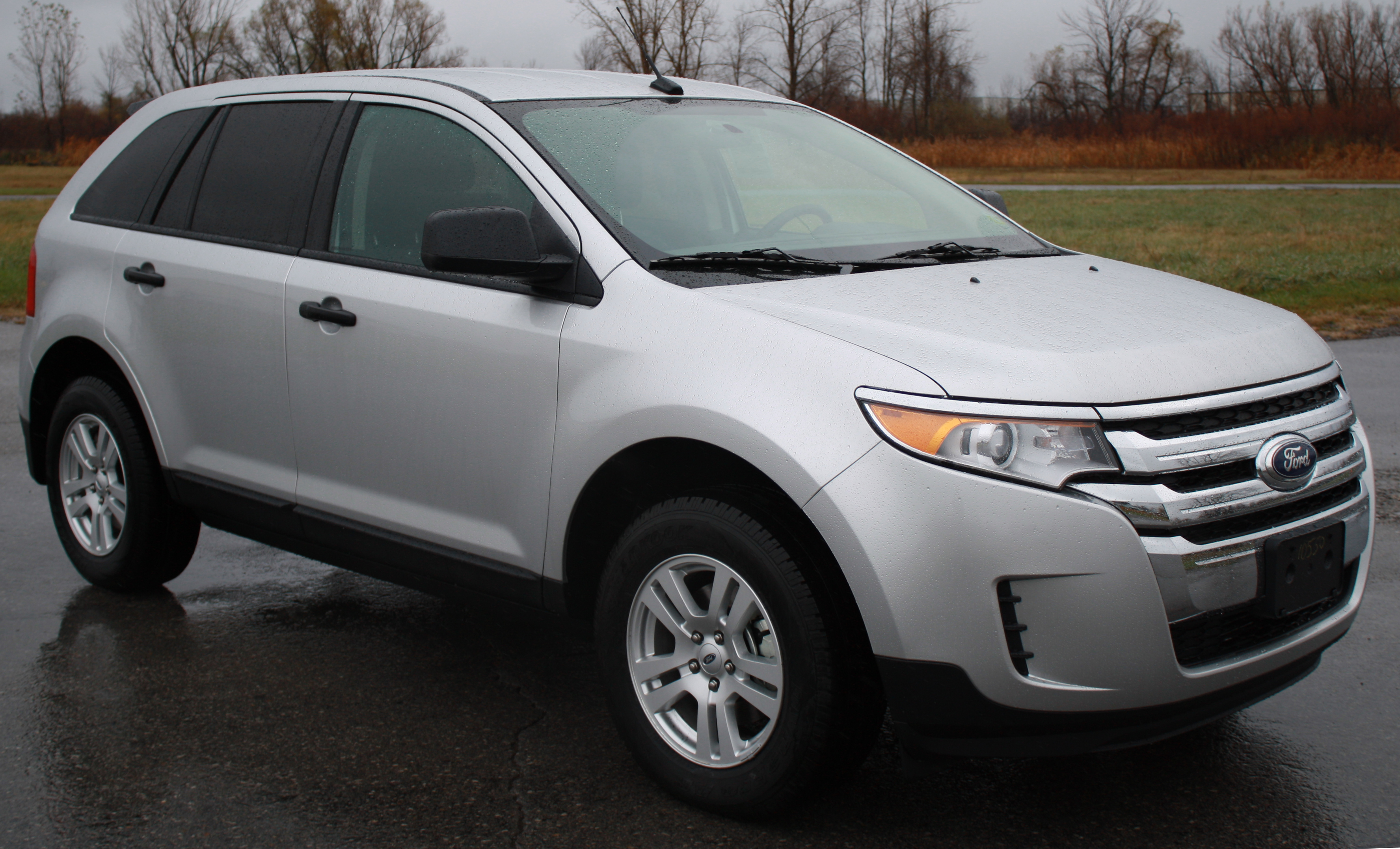
後期型エッジSE
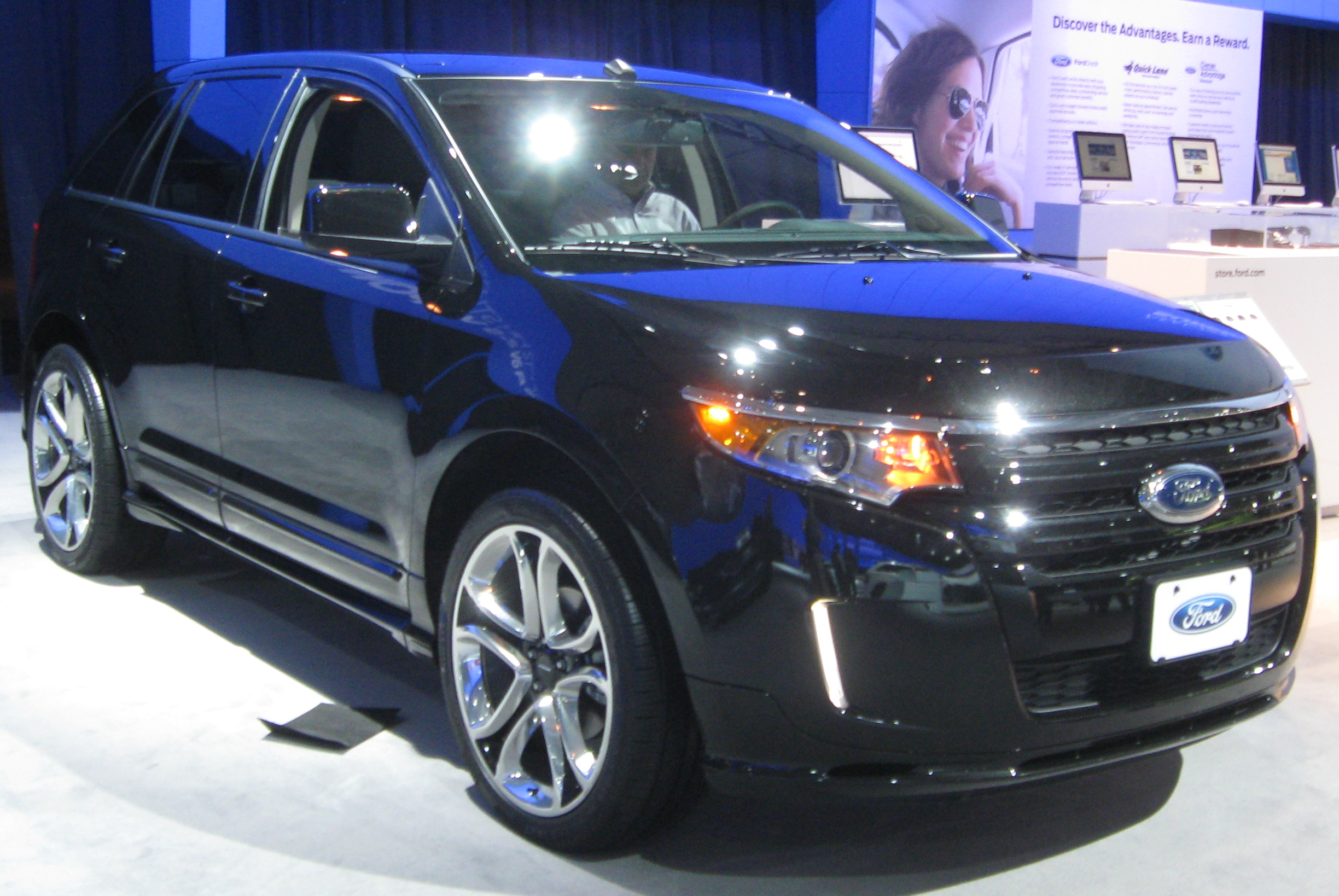
後期型エッジスポーツ
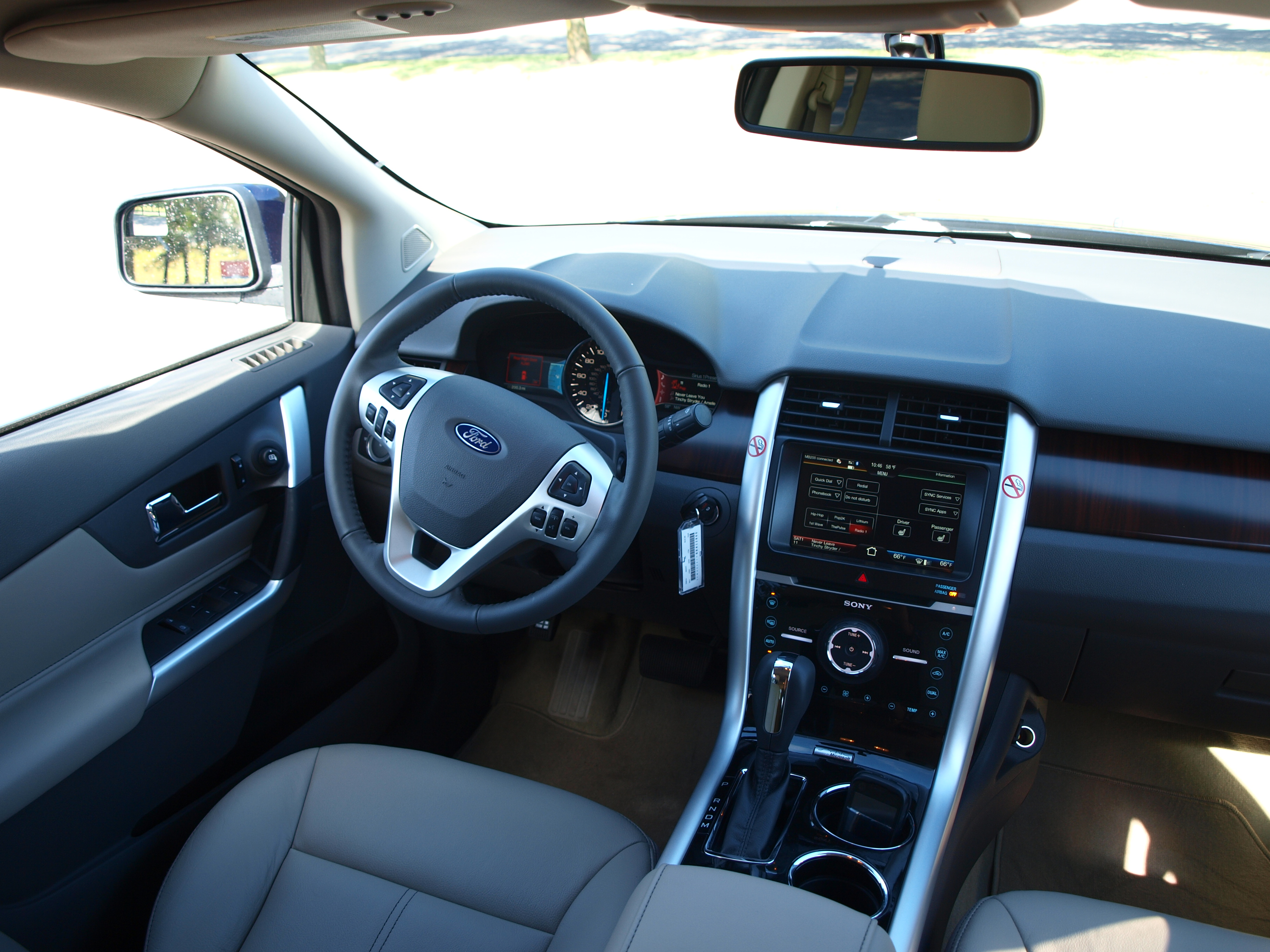
後期型の内装。MyFord Touchを装備している。
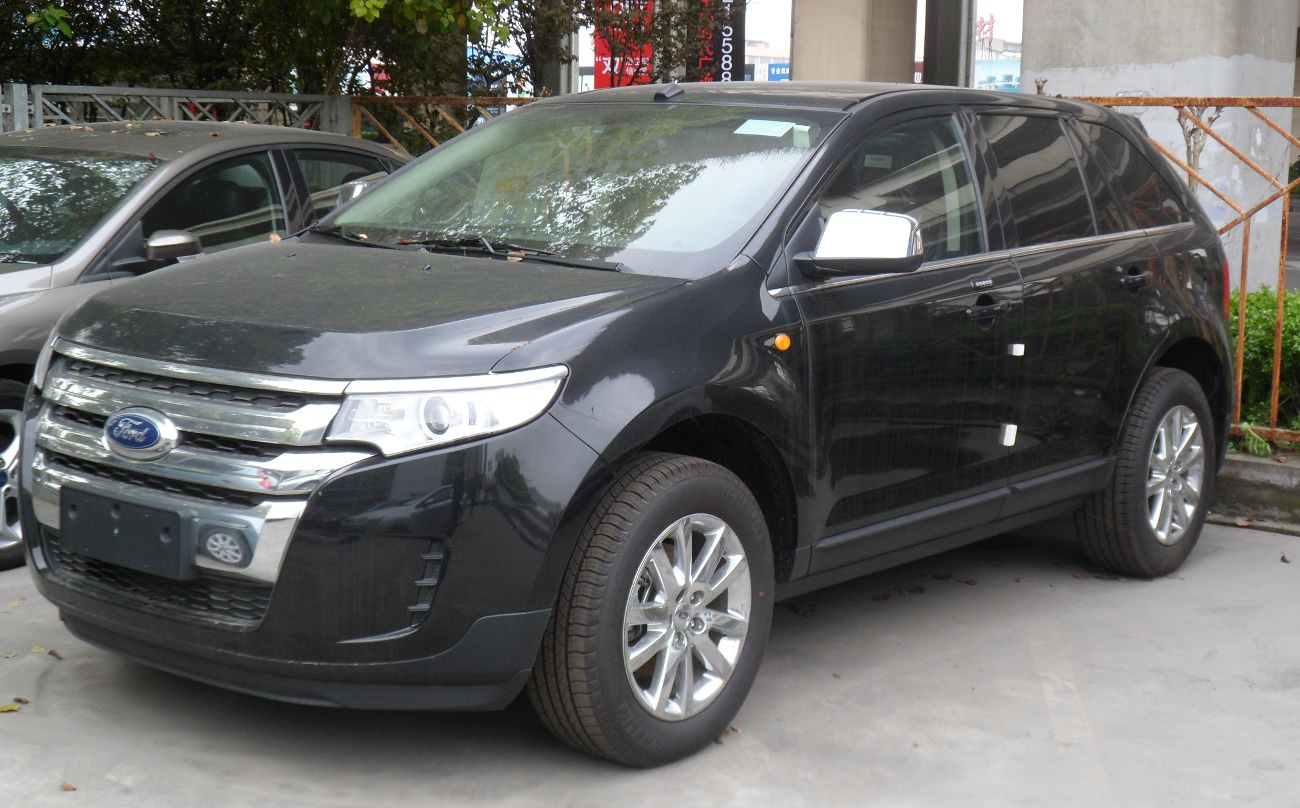
エッジ中国仕様

### 2代目（CD539型、2015年 - 2024年）
2014年6月24日に概要が発表され、同年10月のパリモーターショーで世界初公開された。翌2015年2月26日からオークビル組立工場にて製造が開始され、同年春から北米地域にて発売が開始される。
プラットフォームはモンデオ/フュージョンやリンカーン・MKZなどと共通のCD4プラットフォームを採用する。エンジンは北米向けにはツインスクロールターボを採用した直列4気筒 2.0 Lエコブースト（最高出力245 hp、最大トルク270 lb.-ft）が標準で搭載され、オプションとしてV6 3.5 L NAエンジンがラインナップされる。トランスミッションは「セレクトシフト」6速ATのみ。一方、欧州向けには2種類の2.0 LデュラトルクTDCiディーゼルがラインナップされる。180 ps版には6速MTが組み合わせられ、CO2排出量は149 g/kmとなる。210 ps版には「パワーシフト」6速DCTが組み合わせられ、CO2排出量は159 g/kmとなる。また、アクティブノイズキャンセラレーションシステムが導入される。
グレードはSEとSELのほか、市場によっては豪華版の「タイタニアム」がラインナップされる。

#### エッジスポーツ
スポーツモデルにはツインターボを採用したV型6気筒 2.7 Lエコブースト（最高出力315 hp、最大トルク350 lb.-ft）が搭載され、アクティブノイズキャンセラレーションシステムも装備する。トランスミッションは「セレクトシフト」6速ATのみ。

#### 中国仕様
中国仕様は2014年11月の広州国際モーターショーにて発表された。グローバル版とは異なり、リアオーバーハングを延長して3列シートの7人乗りとしている。エンジンは2種類のエコブースト（2.0 Lまたは2.7 L）が用意され、セレクトシフト6速ATが組み合わせられる。長安フォードが浙江省杭州市に建設した新工場の最初の生産車として、2015年3月に製造が開始された。